# 1985년 칸 영화제
제38회 칸 영화제는 1985년 5월 8일부터 1985년 5월 20일까지 열린 영화제이다. 프랑스 칸에서 개최되었다.

## 수상

### 황금종려상
- 아빠는 출장중 - 에미르 쿠스투리차 수상
- 랑데부 - 앙드레 테시네
- 닭초절임 - 끌로드 샤브롤

### 심사위원대상
- 버디 - 앨런 파커 수상

### 감독상
- 랑데부 - 앙드레 테시네 수상

### 여우주연상
- 오피셜 스토리 - 노마 알렉안드로 수상
- 마스크 - 쉐어 수상

### 남우주연상
- 거미 여인의 키스 - 윌리암 허트 수상